# Верхний Лобаз
Верхний Лобаз — река в России, протекает по Республике Коми. Устье реки находится в 68 км по правому берегу реки Малая Визинга. Длина реки составляет 20 км. В 8 км от устья по левому берегу впадает река Балда.

## Данные водного реестра
По данным государственного водного реестра России относится к Двинско-Печорскому бассейновому округу, водохозяйственный участок реки — Вычегда от истока до города Сыктывкар, речной подбассейн реки — Вычегда. Речной бассейн реки — Северная Двина.
Код объекта в государственном водном реестре — 03020200112103000019706.